# Kenneth S. Wherry

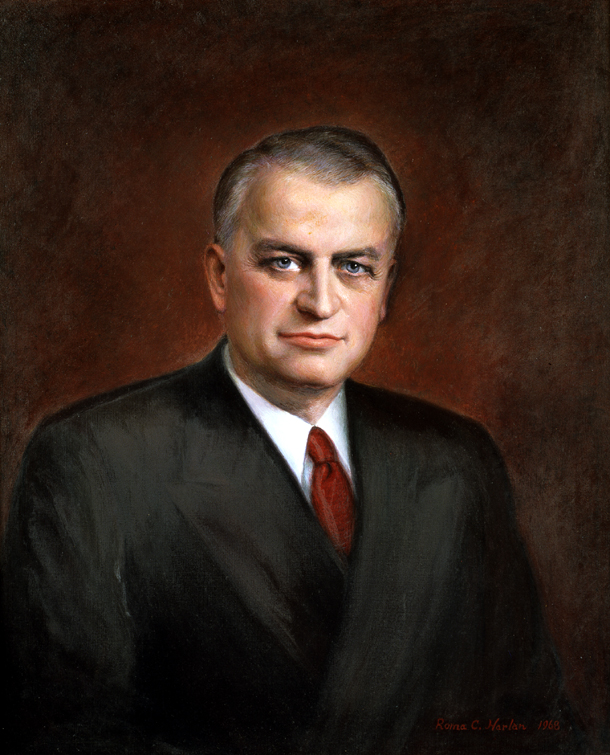
Kenneth S. Wherry

Kenneth Spicer Wherry, född 28 februari 1892 i Liberty, Nebraska, död 2 november 1951 i Washington, D.C., var en amerikansk republikansk politiker. Han representerade delstaten Nebraska i USA:s senat från 1943 fram till sin död. Han var republikansk whip i senaten 1944-1949 och minoritetsledare från 1949 fram till sin död.
Wherry utexaminerades 1914 från University of Nebraska. Han studerade sedan vidare vid Harvard University. Han deltog i första världskriget i USA:s flotta. Han var verksam som företagare och som jurist i Pawnee City.
Wherry besegrade sittande senatorn George W. Norris i senatsvalet 1942. Han omvaldes 1948. Han avled 1951 i ämbetet och efterträddes som senator av Fred Andrew Seaton.
Wherry var presbyterian och frimurare. Han gravsattes på Pawnee City Cemetery i Pawnee City.